# Мейер, Николай Фёдорович
Николай Фёдорович Мейер (1889 — 1946) — советский энтомолог, гименоптеролог. Является одним из основателей использования биологического метода защиты растений в СССР.

## Биография и научные интересы
В 1930-х годах организовал и возглавлял до конца жизни лабораторию биологического метода борьбы с насекомыми во Всероссийском институте защиты растений. Изучал особенности иммунитета чешуекрылых по отношению к паразитическим перепончатокрылым. Впервые составил список наездников паразитирующих в насекомых вредителях. Успешно интродуцировал несколько видов энтомофагов, в том числе афелинуса против кровяной тли, родолию — против австралийского желобчатого червеца и криптолемуса — против мучнистых червецов. С 1935 года исследовал возможности использования трихограммы против яблонной плодожорки и озимой совки. Перед Второй мировой войной разрабатывал способы использования теленомусов против вредной черепашки. В годы войны в Средней Азии изучал биологию симферобиуса, который является хищником червеца Комстока.

## Избранные публикации
Автор множества публикаций, в том числе:
- Мейер Н. Ф. Биологический метод борьбы с вредными насекомыми. — М.—Л.: Огиз, 1931. — 120 с.
- Мейер Н. Ф. Паразитические перепончатокрылые сем. Ichneumonidae СССР и сопредельных стран. Ч. 1. — М.—Л.: Издательство Академии наук, 1933. — 457 с. — (Определители по фауне. Вып. 9). — 1000 экз.
- Мейер Н. Ф. Паразитические перепончатокрылые сем. Ichneumonidae СССР и сопредельных стран. Ч. 2. — М.—Л.: Издательство Академии наук, 1933. — 325 с. — (Определители по фауне. Вып. 15). — 1500 экз.
- Мейер Н. Ф. Паразитические перепончатокрылые сем. Ichneumonidae СССР и сопредельных стран. Ч. 3. — М.—Л.: Издательство Академии наук, 1934. — 373 с. — (Определители по фауне. Вып. 15). — 1000+175 экз.
- Мейер Н. Ф. Паразитические перепончатокрылые сем. Ichneumonidae СССР и сопредельных стран. Ч. 4. — М.—Л.: Издательство Академии наук, 1935. — 535 с. — (Определители по фауне. Вып. 16). — 1000+175 экз.
- Мейер Н. Ф. Паразитические перепончатокрылые сем. Ichneumonidae СССР и сопредельных стран. Ч. 5. — М.—Л.: Издательство Академии наук, 1936. — 340 с. — (Определители по фауне. Вып. 21). — 1175 экз.
- Мейер Н. Ф. Паразитические перепончатокрылые сем. Ichneumonidae СССР и сопредельных стран. Ч. 6. — М.—Л.: Издательство Академии наук, 1936. — 356 с. — (Определители по фауне. Вып. 22). — 1175 экз.
- Мейер Н. Ф. Методика учета и выведения паразитических насекомых. — Л.: Типографская артель "Печатня", 1937. — 19 с.
- Мейер Н. Ф. Трихограмма (Экология и результаты применения в борьбе с вредными насекомыми). — М.—Л.: Сельхозгиз, 1941. — 176 с.